# Taiwannuculana
Taiwannuculana is een geslacht van tweekleppigen uit de  familie van de Malletiidae.

## Soorten
- Taiwannuculana exotica (Okutani & Lan, 1999)
- Taiwannuculana nigromaculata (Okutani, 1983)